# Концентрационные лагеря нацистской Германии

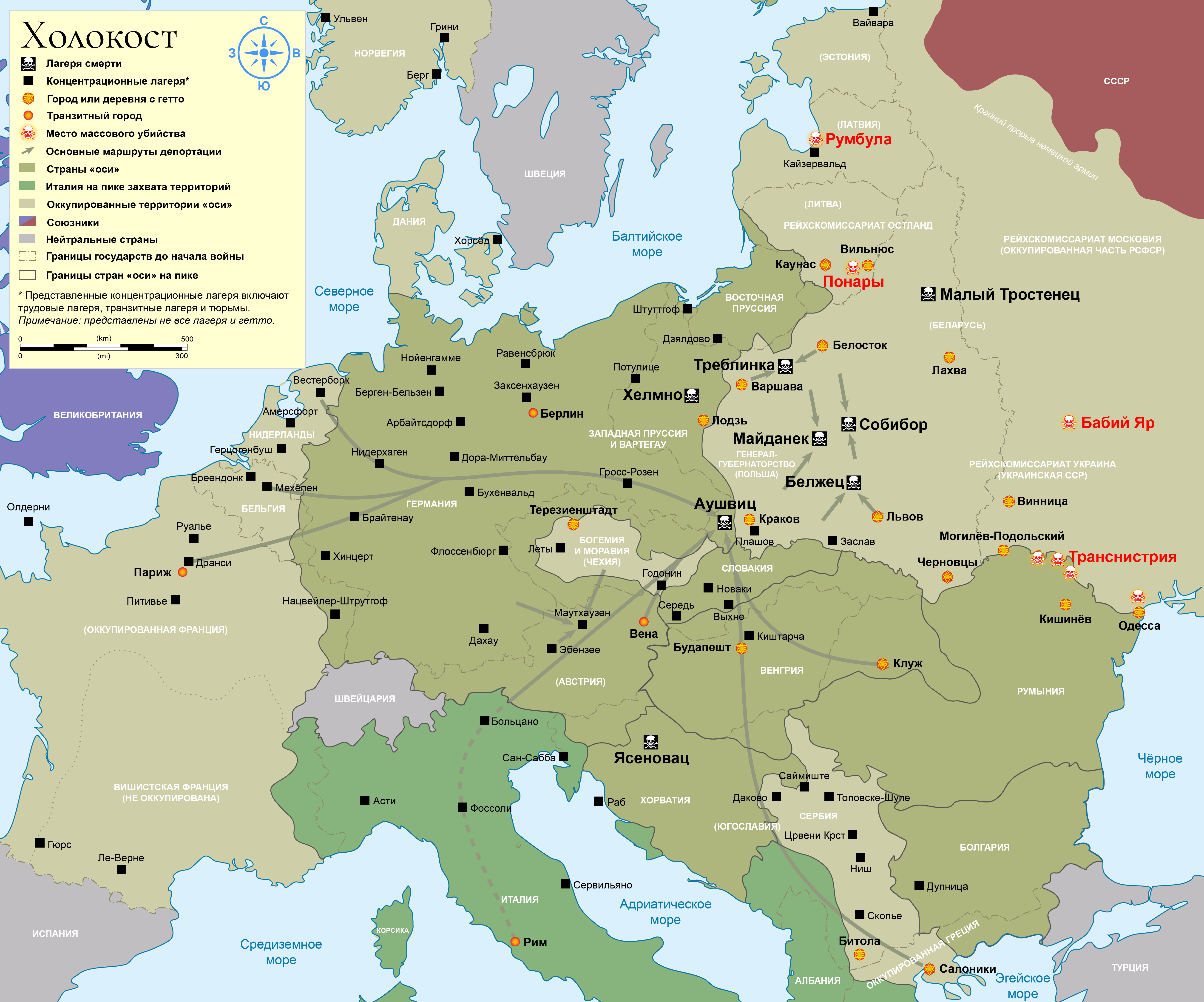
Крупные концентрационные лагеря и лагеря смерти в Европе

Концентрацио́нные лагеря́ наци́стской Герма́нии (нем. Konzentrationslager или KZ) — места массового заключения, содержания и уничтожения властями нацистской Германии во время правления Адольфа Гитлера гражданских лиц по политическим или расовым соображениям (преимущественно евреев и цыган). Такие концентрационные лагеря существовали до начала и во время Второй мировой войны на подконтрольной Германии территории. В конечном итоге (особенно в ухудшавшейся для Германии обстановке конца войны в 1944—1945 годах) множество узников концентрационных лагерей погибало от жестоких издевательств, болезней, плохих условий содержания, голода, тяжёлого физического труда и бесчеловечных медицинских опытов.
По некоторым данным, через эту систему прошло не менее 18 миллионов человек. Из них могло быть уничтожено не менее 11 миллионов.

## Общая характеристика
Первые концлагеря для гражданского населения были организованы британцами во время англо-бурской войны (1901), их примеру вскоре последовали и другие государства, широко применявшие систему, похожую на концлагеря, для военнопленных противника, во время Первой мировой войны. В 1920-х годах начала функционировать сеть концлагерей для граждан собственной страны (подвергнутых арестам) в СССР. Система концлагерей непосредственно в Германии возникла в 1933—1934 годах в качестве импровизированного решения для борьбы с десятками тысяч ярых и непримиримых противников нацистского режима.
Согласно сведениям «Энциклопедии Холокоста»: «Хронологически использование концлагерей можно разделить на три периода: 1933—1936 гг., 1936—1942 гг. и 1942—1945 гг».
Во время первой фазы, после прихода к власти НСДАП, по всей территории Германии начали строиться лагеря. Эти лагеря имели большее сходство с тюрьмами, в них находились в основном политические заключённые, попавшие под так называемый «защитный арест». Строительством и охраной лагерей заведовали несколько организаций: СА, а также управление полиции и СС под руководством Гиммлера. Инспектором был назначен Теодор Эйке, он руководил строительством и составлял устав лагерей. Концлагеря стали местом вне закона и были практически недоступны для внешнего мира. К концу июля 27 000 человек были отправлены в так называемое «защитное заключение».
Вторая фаза началась в 1936 и закончилась в 1942 году. В этот промежуток времени из-за растущего числа заключённых стали строиться новые лагеря. Также изменился и состав заключённых. Если до 1936 года это были в основном политические заключённые, то теперь в заключение попадали различные «асоциальные элементы», Свидетели Иеговы, гомосексуалы и др. Таким образом производились попытки очистить общество от людей, не вписывающихся в образ идеального арийского общества. Во время второй фазы были построены лагеря Заксенхаузен и Бухенвальд, которые были предвестниками начинавшейся войны и возраставшего количества заключённых. После Хрустальной ночи в ноябре 1938 года в лагеря стали поступать евреи, что привело к переполнению существовавших и постройке новых лагерей.
С началом войны в лагеря стали поступать заключённые из оккупированных стран: французы, поляки, бельгийцы и другие. Среди этих заключённых было большое число евреев и цыган. Вскоре число заключённых в построенных на территориях завоёванных государств лагерях превзошло число узников на территории Германии и Австрии[сколько?].
Третья фаза: 1942—1945 гг. В этот период заключенные концлагерей массово использовались для принудительного труда. Если во второй фазе множество заключенных умирало от голода, болезней и жестокого обращения, то впоследствии условия незначительно улучшились, поскольку нацистам нужна была максимальная производительность труда узников. В последние месяцы войны ситуация вновь резко ухудшилась. От трети до половины от оставшихся к январю 1945 года 700 тысяч заключенных погибли в последние месяцы войны от недоедания, болезней и истощения, а также в результате истребления.

### До начала Второй мировой войны
Создание концлагерей началось после прихода нацистов к власти в 1933 году с целью изоляции лиц, подозревавшихся в оппозиции режиму нацистской Германии. По указу рейхспрезидента от 28 февраля 1933 года «О защите народа и государства» лица, подозревавшиеся во враждебности к режиму, могли подвергаться так называемому защитному аресту на неопределённый срок. Первыми узниками концлагерей стали члены КПГ и СДПГ. В июле 1933 г. число «превентивно» арестованных достигло 26 789, однако затем многие были освобождены и после широко разрекламированной рождественской амнистии (в декабре 1933 года) осталось всего несколько десятков лагерей, а число заключённых в лагерях к концу 1937 года уменьшилось до 8 тысяч человек. После этого в концлагеря стали направлять уголовных преступников и так называемый асоциальный элемент — бродяг, проституток, гомосексуалистов, наркоманов и т. п. Примерно в то же время германские евреи впервые стали подвергаться заключению в концлагеря лишь в связи со своей национальностью.

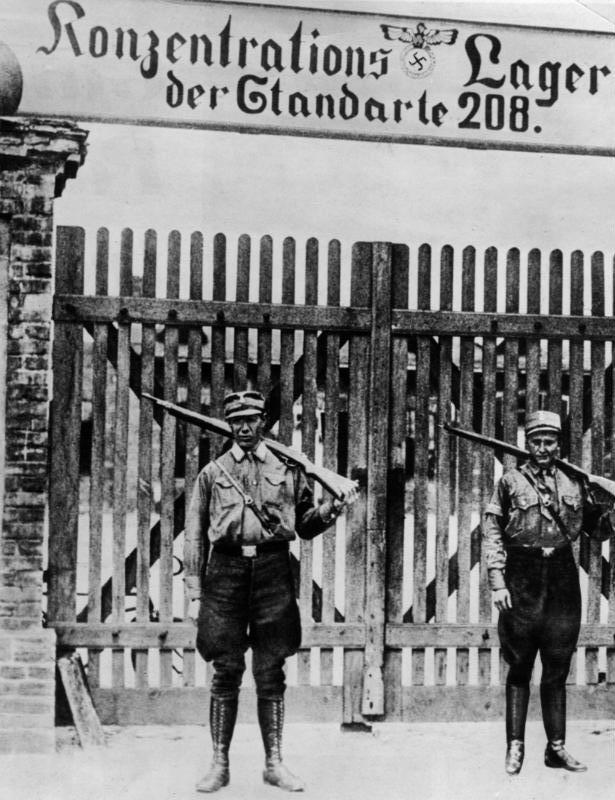
Вход в концлагерь Ораниенбург, 1933 год

Ранние концлагеря ещё не имели единой структуры и различались как с точки зрения управления, так и с точки зрения охраны. С мая 1934 г. малые концлагеря поэтапно закрывались, а заключённые переводились в крупные концлагеря. С 1934 г. концлагерями ведала Инспекция концентрационных лагерей, которая в 1942 г. вошла в состав Главного административно-хозяйственного управления СС. В 1934—1939 годах Инспектором концентрационных лагерей был Теодор Эйке, который до того был комендантом лагеря Дахау, одного из первых концентрационных лагерей. Эйке в октябре 1933 г. ввёл «лагерный распорядок», который с незначительными отклонениями был введён почти во всех существовавших на тот момент лагерях и сохранился до 1939 г. Охраняли концлагеря отряды «Мёртвая голова».
До начала Второй мировой войны евреи могли добиться освобождения, если им удавалось получить эмиграционные документы. Это привело в 1939 г. к значительному уменьшению числа евреев, заключённых в концлагерях. Накануне войны общая численность узников концентрационных лагерей составила 25 тыс. человек.

### Во время Второй мировой войны
С началом войны лагерная система была расширена. Освобождения из концлагерей были отменены. Одновременно изменился и состав заключённых: кроме увеличившегося числа политических заключённых из нацистской Германии, в лагерях в больших количествах оказались арестанты из оккупированных областей, в том числе советские военнопленные и люди, арестованные по приказу «Ночь и туман» (7000 подозреваемых в участии в движении Сопротивления во Франции, Бельгии и Нидерландах, которые были вывезены в Германию и там приговорены). Во время Второй мировой войны в лагерях содержались также участники движения Сопротивления из других оккупированных стран, гомосексуалы, цыгане, свидетели Иеговы.
Весной 1941 года началась первая кампания массовых убийств заключённых концлагерей — операция 14f13 (уничтожение нетрудоспособных узников, ставшее продолжением нацистской программы Т-4). Затем, осенью 1941 г., в концлагерях стали массово убивать отобранных из лагерей военнопленных советских командиров и политработников — по меньшей мере, было убито 34 000 человек.
В 1940-е годы появился новый тип лагерей — «лагеря смерти» или «фабрики смерти». Это было соединение системы лагерей с политикой массовых убийств. Целью деятельности таких лагерей было уничтожение людей. Такие лагеря были созданы на территории Восточной Европы, в основном в оккупированной нацистами Польше. Эти лагеря (Белжец, Собибор, Треблинка, Хелмно) часто упоминаются как концентрационные лагеря, хотя исследователи Холокоста проводят различия между концентрационными лагерями и лагерями смерти. Собственно в концентрационные лагеря заключались лишь те евреи, которых временно оставляли в живых для трудового использования.
В 1943 году еврейские гетто, некоторые[какие?] тюрьмы гестапо и рабочие лагеря для евреев на оккупированных территориях были объявлены концентрационными лагерями, хотя они частично функционировали как сборные и пересыльные лагеря.
До середины января 1945 года наряду с примерно 37 тысячами мужчин-охранников в концентрационных лагерях служило 3500 женщин. Они относились к так называемой Свите СС. Потребность в надзирательницах впервые возникла с преобразованием концлагеря Лихтенбург в концлагерь для женщин в декабре 1937 года. Эта потребность возрастала по мере увеличения количества женских концлагерей, таких как Равенсбрюк (1939), женский концлагерь в Аушвитц-Биркенау (1942), Маутхаузен (1943) и Берген-Бельзен (1944). В скудной литературе, посвящённой этой теме, говорится о примерно 10 % женщин среди персонала концлагерей. Мужскому личному составу СС доступ в женские лагеря был закрыт, они были заняты только во внешней охране. Комендант лагеря, врачи, а также командиры охраны и рабочей службы могли входить в лагерь, как правило, лишь в сопровождении женского персонала лагеря.

### Ликвидация концлагерей

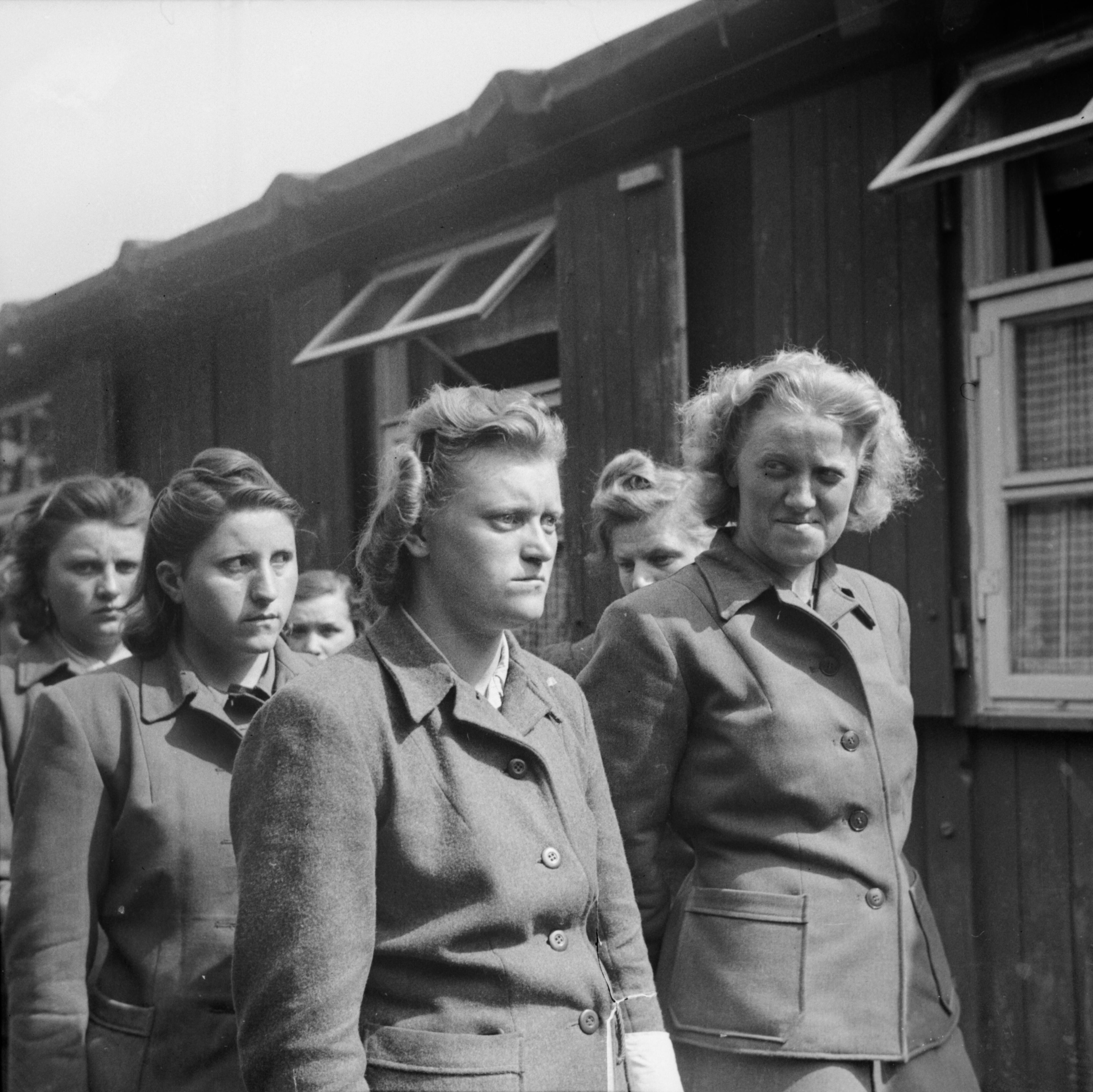
Надзирательниц концлагеря Берген-Бельзен после его освобождения британскими войсками 19 апреля 1945 года ведут, чтобы они приняли участие в погребении умерших узников

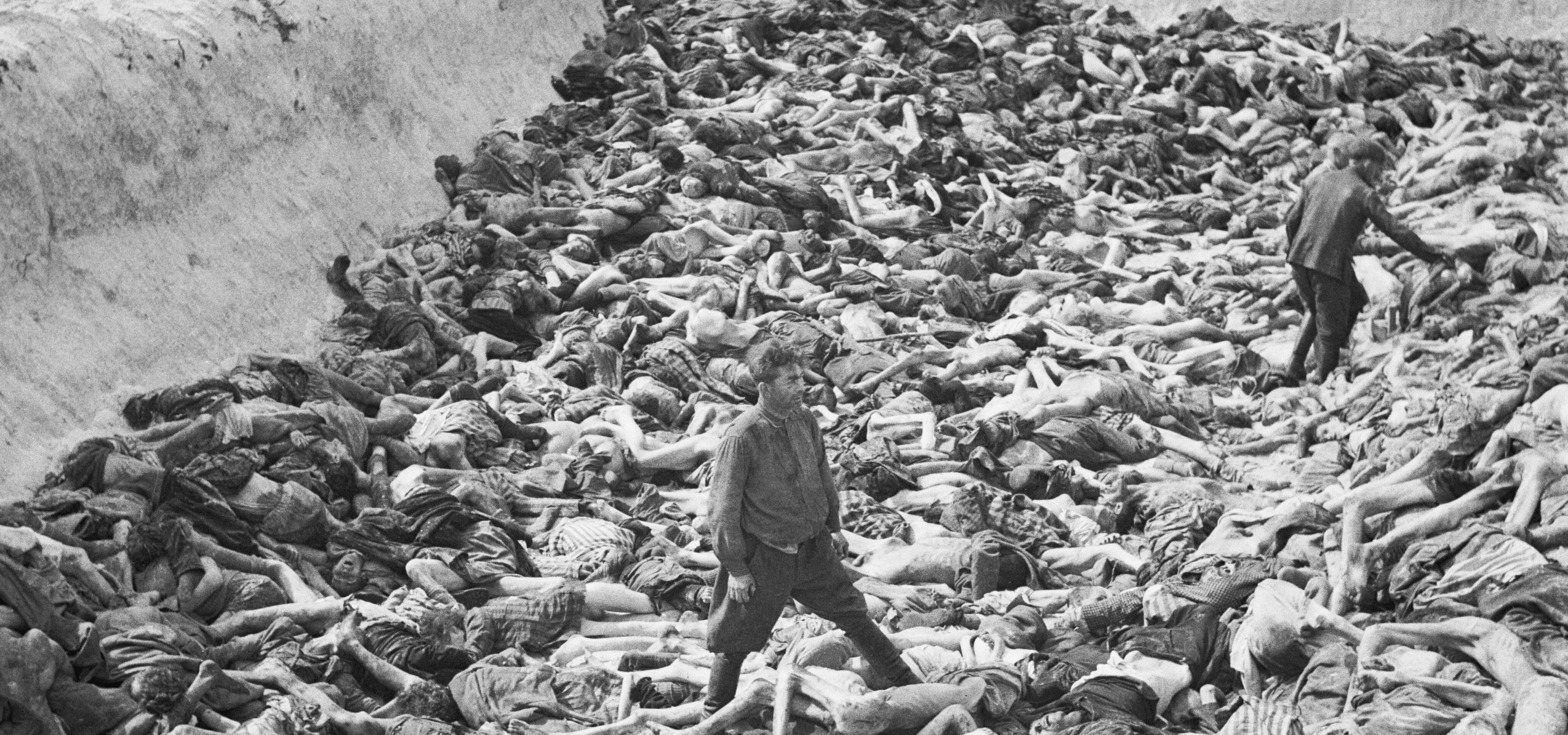
Офицер войск СС Фриц Кляйн в яме с трупами в концлагере Берген-Бельзен, апрель 1945

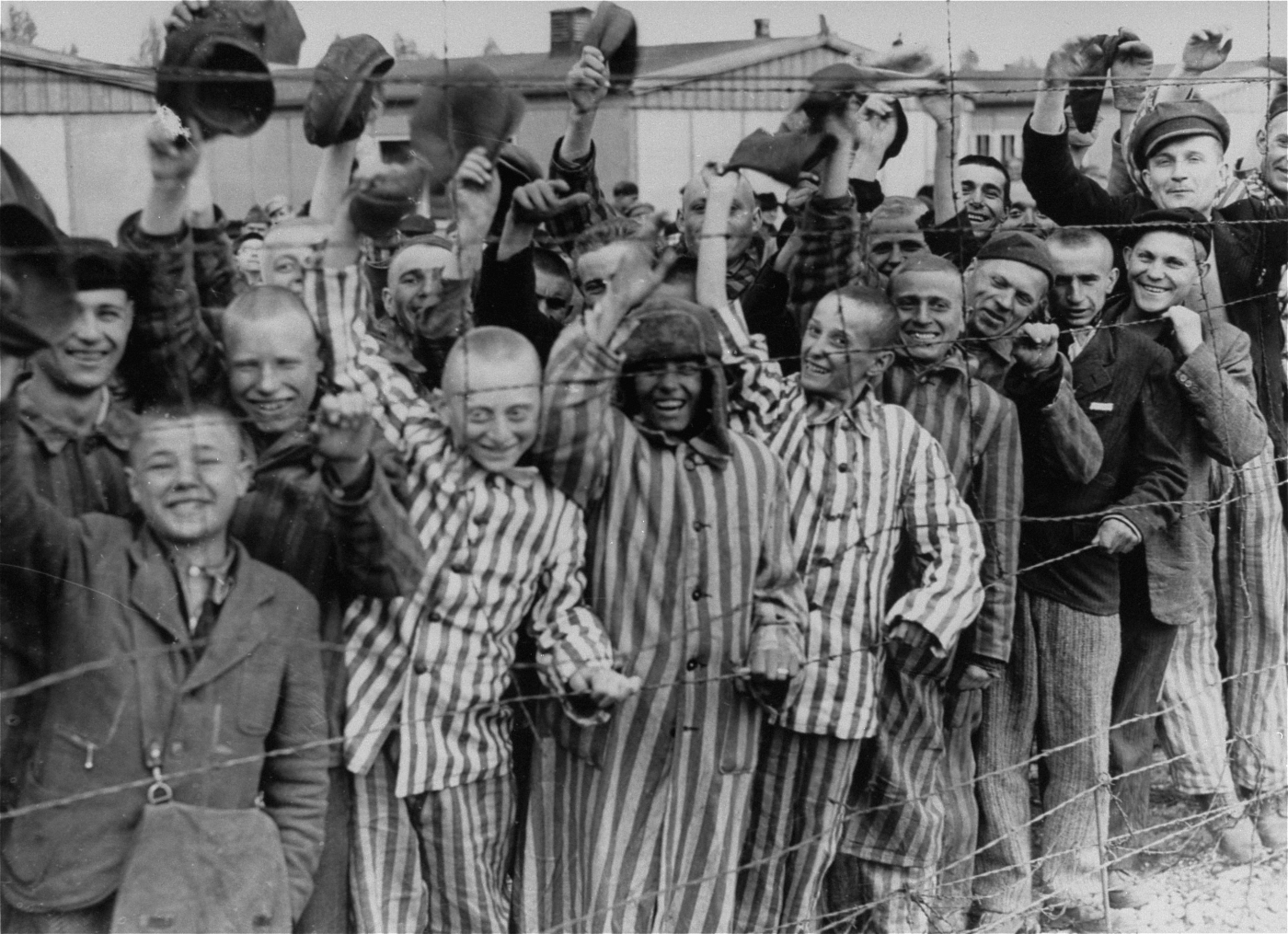
Узники Дахау, освобождённые войсками США

В результате ликвидации концлагерей, в связи с начавшейся летом 1944 года освобождением войсками Антигитлеровской коалиции оккупированных гитлеровской Германией территорий, к лету 1944 года функционировали только 15 главных лагерей. Из около 700 000 человек, ещё содержавшихся в концлагерях в январе 1945 года, из-за катастрофически ухудшившихся условий в лагерях за последние месяцы войны погибли от трети до почти половины. Часть заключённых была убита охраной во время массовых расстрелов в лагерях или на «маршах смерти» в последние месяцы и дни войны. В марте-апреле 1945 года под руководством тогдашнего вице-президента шведского Красного Креста Фольке Бернадота на белых автобусах с эмблемой Красного Креста было переправлено в Швецию более 15 000 узников концлагерей, из них около 8000 составляли граждане Норвегии и Дании, а остальными были граждане ещё 20 стран, но в основном Франции и Польши.
Всего с 1939 по 1945 годы в концентрационные лагеря было заключено около 2,5 млн человек, из которых немцы составляли примерно 15 %. В концлагерях, за исключением Освенцима (Аушвиц-Биркенау) и Майданека (которые были также лагерями смерти), погибло, по разным оценкам, от 836 000 до 995 000 человек. В Освенциме и Майданеке погибло ещё около 1,1 млн человек, из которых подавляющее большинство составили евреи.

#### Марши смерти
С конца 1944 года германское руководство начало перемещение узников концлагерей с оккупированных территорий в лагеря внутри самой Германии. Сначала заключённых вывозили поездами, затем начали транспортировать пешком. Во время этих перемещений многие узники погибали от голода, холода, болезней, истощения сил и насилия охраны. Из-за массовой гибели заключённых во время пеших переходов и появилось название «марши смерти».
Всего на 15 января 1945 года в немецких концлагерях находилось 714 211 заключённых (511 537 мужчин и 202 647 женщин). По подсчётам Мартина Бросцата, треть этих заключённых погибли во время «маршей смерти». Иегуда Бауэр отмечает, что эта цифра не учитывает многие дополнительные жертвы, которые не числились в статистике узников на 15 января 1945 года.
В книге чехословацких авторов Ирены Мала и Людмилы Кубатовой «Марши смерти» содержится неполный список 52 «маршей смерти» из германских лагерей на основе материалов, собранных сразу после войны Администрацией помощи и восстановления Объединённых Наций.

## Список лагерей
- Амерсфорт (нем. Durchgangslager Amersfoort)
- Арбайтсдорф (нем. Arbeitsdorf)
- Баница (нем. KZ Banjica)
- Белжец (пол. Bełżec)
- Берлин-Марцан (нем. Berlin-Marzahn)
- Берген-Бельзен (нем. Bergen-Belsen)
- Богдановка
- Боцен (Больцано)
- Брайтенау (нем. Breitenau)
- Бретвет (норв. Bredtveit fengsel, forvarings- og sikringsanstalt)
- Бухенвальд (нем. Buchenwald)
- Дарницкий концентрационный лагерь
- Даха́у (нем. Dachau)
- Дранси́ (фр. Drancy)
- Заксенхаузен (нем. KZ Sachsenhausen)
- Майданек (пол. Majdanek, нем. Konzentrationslager Lublin, Vernichtungslager Lublin, ивр. מיידנק‎)
- Малый Тростенец (бел. Малы́ Трасцяне́ц)
- Маутха́узен (нем. Mauthausen)
- Нежинский концентрационный лагерь[21]
- Освенцим (Аушвиц, Биркенау) (нем. Auschwitz)
- Плашов (пол. Płaszów)
- Равенсбрюк
- Саласпилсский или Куртенгоф (нем. Polizeigefängnis und Arbeitserziehungslager Salaspils)
- Собибор (Sobibor)
- Сырецкий концентрационный лагерь
- Тере́зиенштадт (нем. Theresienstadt)
- Треблинка (Treblinka)
- Флоссенбюрг (нем. KZ Flossenbürg)
- Хаммельбург

## Внутренний распорядок
Внутренний распорядок жизни заключенных в концлагерях представлял собой систему тщательно продуманных мероприятий по разрушению их личности и превращению в живые автоматы.
- Заключенным целенаправленно прививалась детская психология: недоедание заставляло все время думать о еде, практиковались наказания розгами.
- Коллективная ответственность: наказанию за проступок одного члена всегда подлежала вся группа заключенных.
- Тех, кто хоть чем-то выделялся из общей массы, наказывали и уничтожали в первую очередь.
- Заключенным запрещалось носить часы и получать информацию извне лагеря.
- Заправка постелей должна была производиться по абсолютно точным геометрическим правилам, чтобы заключенные часто нарушали их и постоянно испытывали чувство вины.
- Искусственно создавались очереди по утрам в туалет, чтобы поддерживать в среде заключенных злобу и ненависть.
- Заключенным часто поручали бессмысленные виды работ: перетаскивание камней с места на место и погрузка песка в вагоны ладонями.
- Всей жизнью концлагерей управляла «элита» из числа самих заключенных.

## Медицинские эксперименты
Помимо всего прочего, концентрационные лагеря использовались в качестве медицинских лабораторий для проведения бесчеловечных медицинских опытов над людьми:
- Эксперименты над близнецами
- Эксперименты над гомосексуальными мужчинами
- Эксперименты с гипотермией
- Эксперименты с малярией
- Эксперименты с горчичным газом
- Эксперименты с сульфаниламидом
- Эксперименты с морской водой
- Эксперименты по стерилизации
- Эксперименты с ядами
- Эксперименты с зажигательными смесями
- Эксперименты по воздействию перепадов давления

## Память

### Предложение Американской миссии при ООН
В декабре 2004 года «Американская миссия при ООН обратилась к Генеральному секретарю ООН с предложением провести 24 января 2005 года Специальную сессию Генеральной Ассамблеи». Спецсессию приурочили к «60-летию освобождения узников фашистских концлагерей»:

27 января 1945 года войска Советской Армии освободили первый и самый большой из гитлеровских концлагерей Аушвиц (Освенцим), расположенный в 70 километрах от Кракова. В фашистских лагерях было уничтожено 6 миллионов евреев и миллионы лиц других национальностей.
— Новости ООН 

### Резолюция Генассамблеи ООН «Память о Холокосте»
В резолюции отмечается, что «шестидесятая сессия Генеральной Ассамблеи проходит через 60 лет после разгрома нацистского режима», а также напоминает о «о двадцать восьмой специальной сессии Генеральной Ассамблеи, уникальном мероприятии, которое было проведено в ознаменование шестидесятой годовщины освобождения нацистских концентрационных лагерей». Генассамблея приняла решение:

1. постановляет, что Организация Объединённых Наций объявит 27 января Международным днем памяти жертв Холокоста, который будет отмечаться ежегодно; … 3. отвергает любое отрицание Холокоста — будь то полное или частичное — как исторического события;
— Из текста Резолюции «Память о Холокосте»
Позднее была принята Резолюция Генеральной Ассамблеи ООН от 26 января 2007 года № A/RES/61/255 «Отрицание Холокоста».

Подтверждая свою резолюцию 60/7 от 1 ноября 2005 года, данный документ «1. осуждает без каких-либо оговорок любое отрицание Холокоста»; и «2. настоятельно призывает все государства-члены безоговорочно отвергать любое отрицание Холокоста — будь то полное или частичное — как исторического события и любые действия в этих целях».

## Галерея

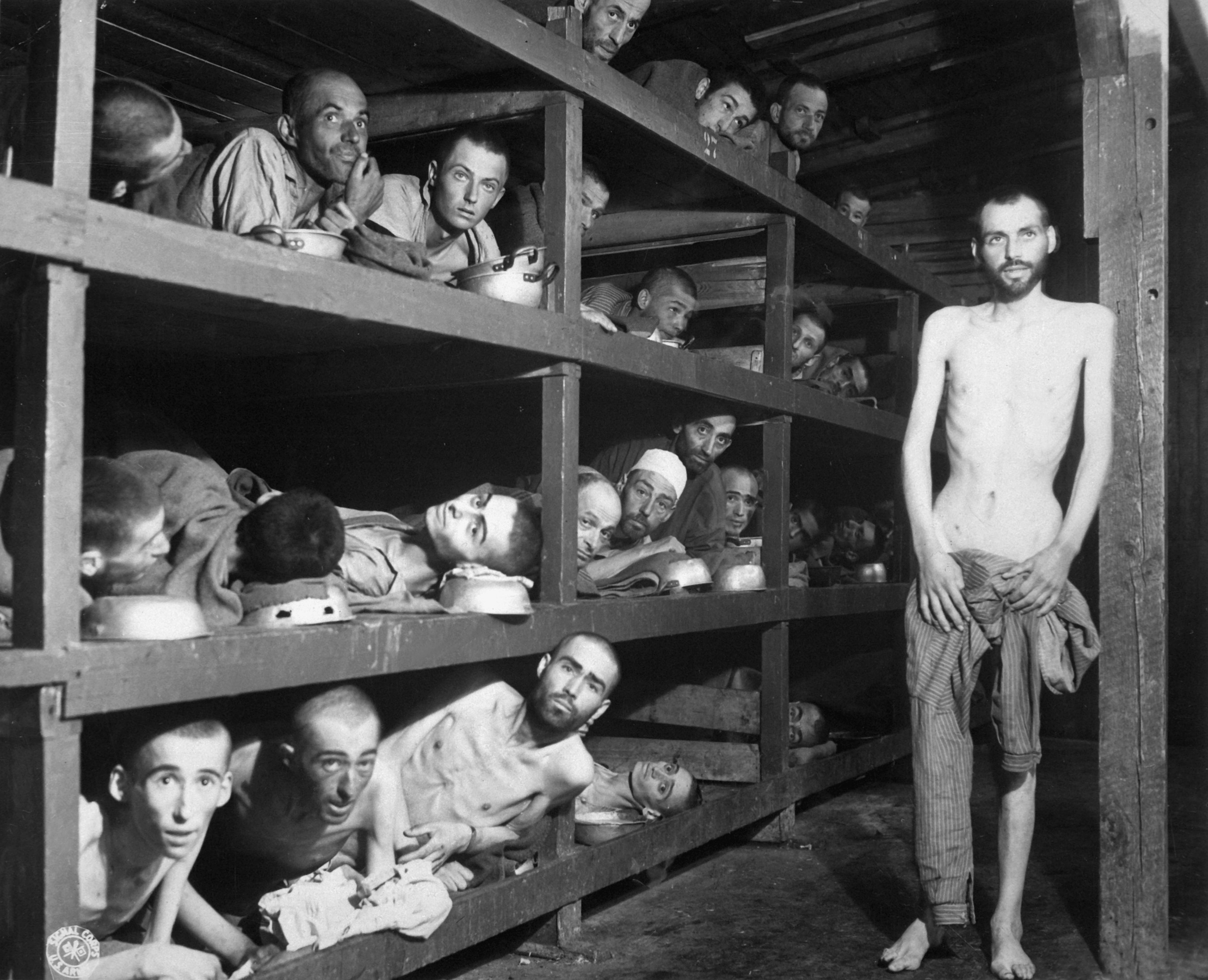
Заключённые концлагеря Бухенвальд, через 5 дней после его освобождения
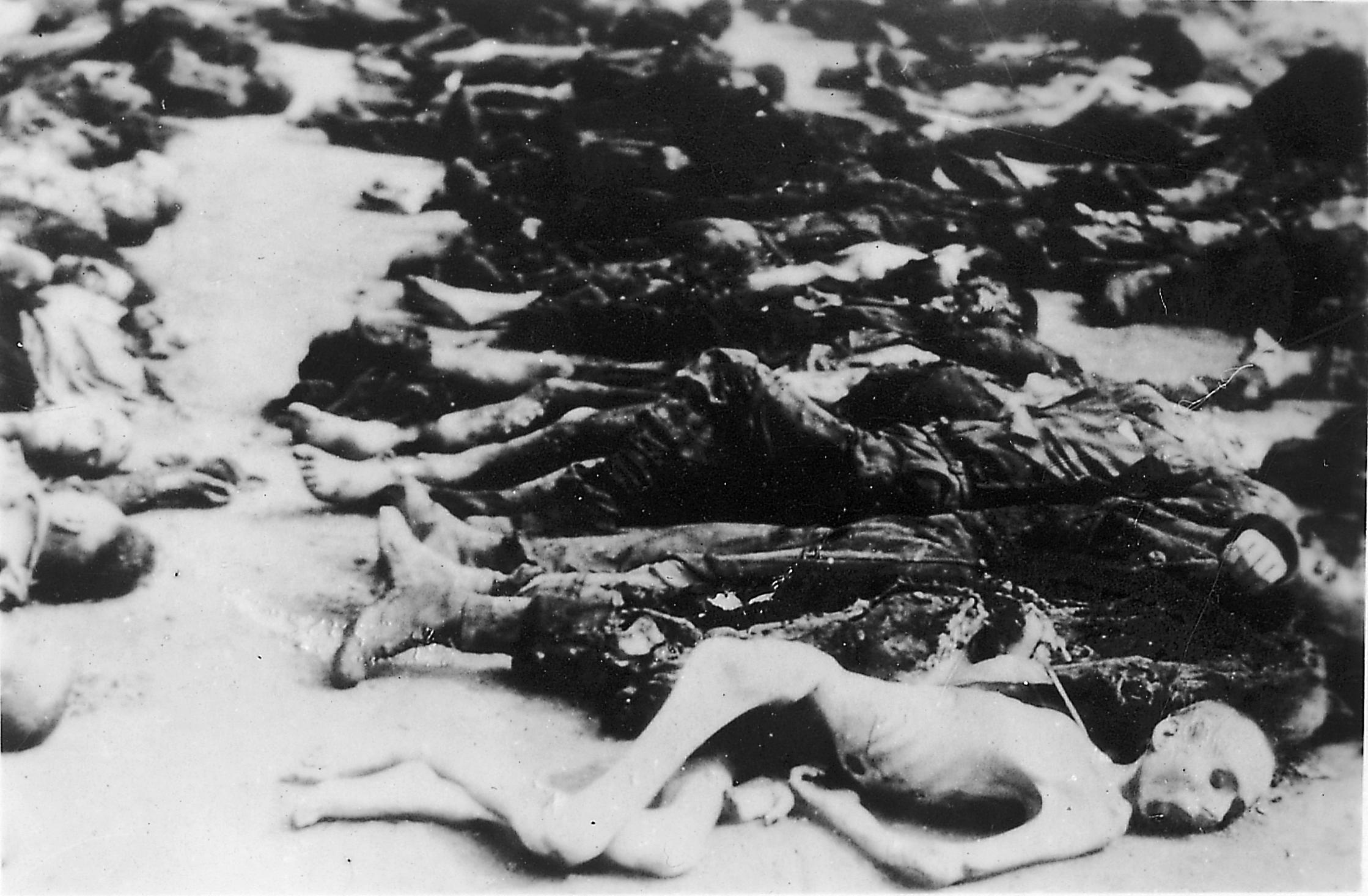
Тела замученных узников концлагеря Бухенвальд
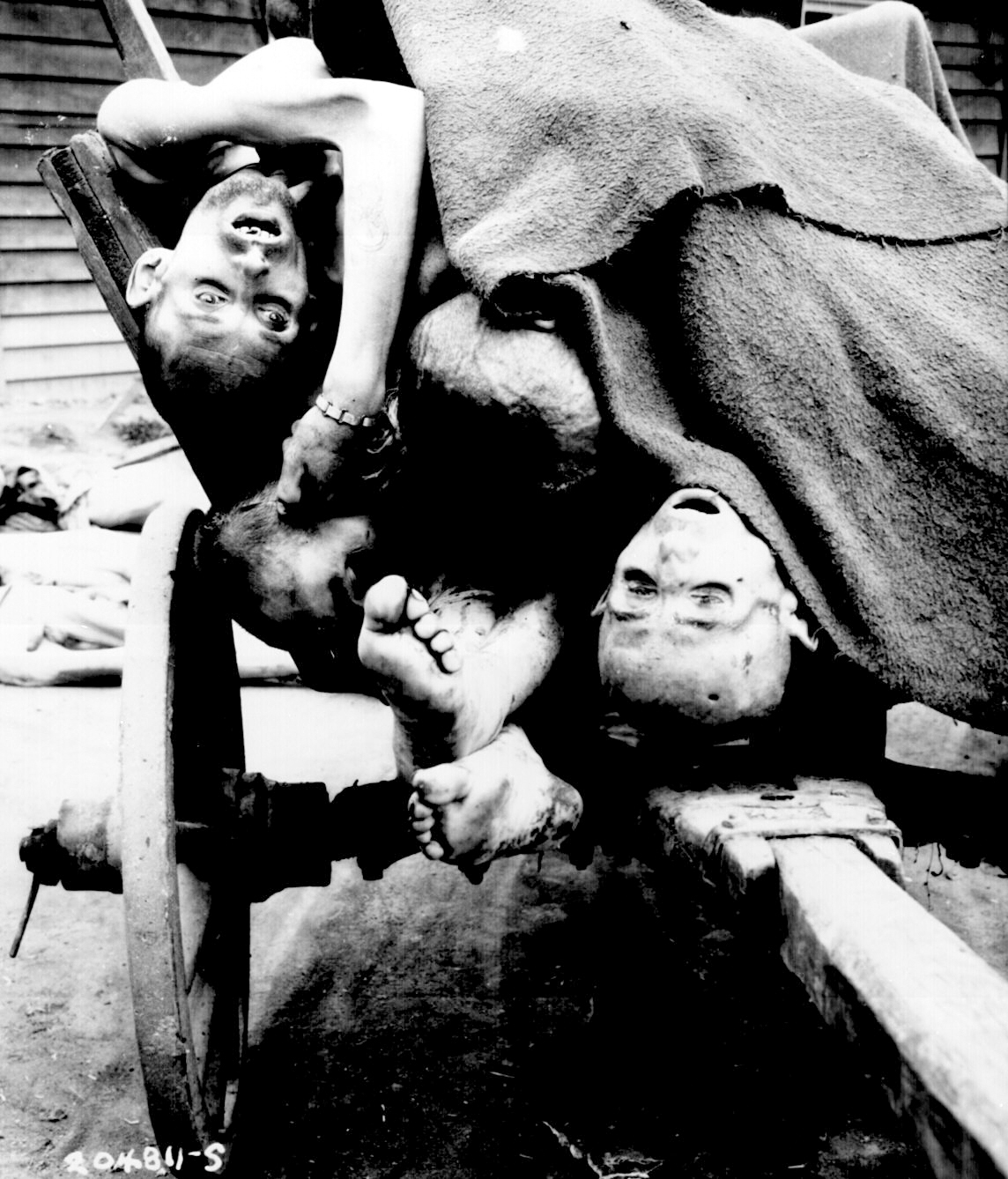
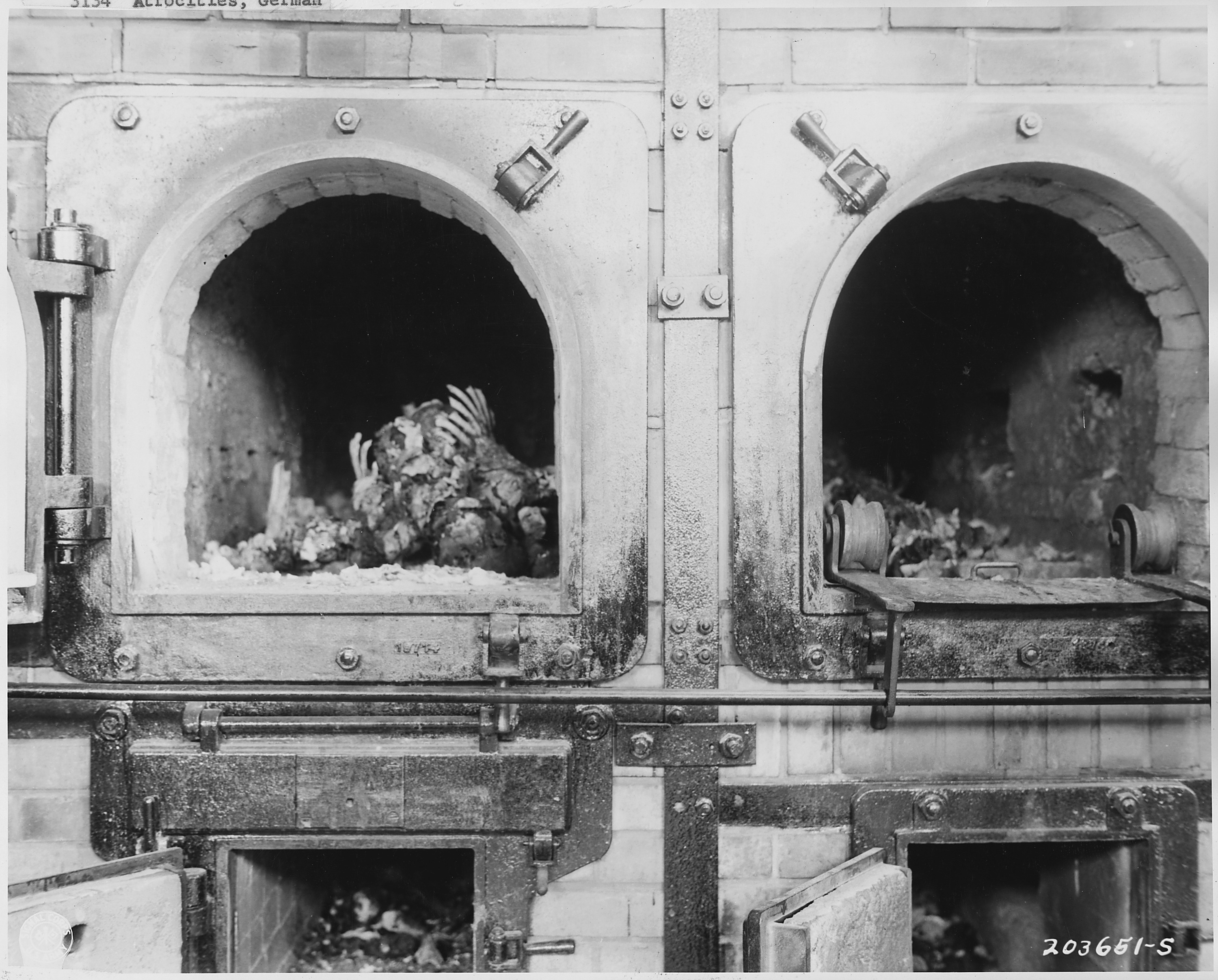
Крематорий Бухенвальда